# هاوس فرچیچی
هاوس فرچیچی (انگلیسی: Housem Ferchichi؛ زادهٔ ۲۶ مارس ۱۹۹۶) بازیکن فوتبال است.
از باشگاه‌هایی که در آن بازی کرده‌است می‌توان به باشگاه فوتبال لیورنو اشاره کرد.